# George Mountbatten (1892-1938)
Titre
Membre de la Chambre des lords
Lord Temporal
11 septembre 1921 – 8 avril 1938
(16 ans, 6 mois et 28 jours)
Pairie héréditaire
George Mountbatten, 2e marquis de Milford Haven, né le 6 décembre 1892 à Darmstadt (Grand-duché de Hesse) et mort le 8 avril 1938 à Londres (Royaume-Uni), est un homme politique britannique.

## Biographie
Fils du prince Louis de Battenberg et de Victoria de Hesse-Darmstadt, il succède a son père au titre de marquis de Milford Haven et à la Chambre des lords en 1921.
Il épouse en 1916 Nadejda de Torby, fille du grand-duc Michel Mikhaïlovitch de Russie et de son épouse morganatique Sophie von Merenberg. Ils sont les parents de deux enfants :
- Tatiana Mounbatten (1917-1988), célibataire ;
- David Mountbatten (1919-1970), 3e marquis de Milford Haven, épouse en premières noces, en 1950, Romaine Dahlgren Pierce, puis après son divorce, il épouse en secondes noces, en 1960, Janet Mercedes Bryce, dont deux fils de cette seconde union.

Il décède d'une métastase osseuse à l'âge de 45 ans.